# Giorgio Sommacal
Giorgio Sommacal (Carmagnola, 1961) è un fumettista italiano.

## Biografia
Prima di entrare nel 1989 nello staff della casa editrice ACME, ha collaborato come illustratore per alcuni giornali locali; per la ACME ha disegnato storie a fumetti per le serie Cattivik e Lupo Alberto. Per Il Giornalino, insieme a Cominelli, ha ideato nel 1990 la serie Zia Agatha e, con i testi di Piero Lusso, la serie Contatti. Sempre con Piero Lusso, per la rivista L'Isola che non c'è ha ideato nel 1996 la serie con personaggio di Yellow Kill. Nel 2000 inizia a collaborare con la Mondadori, illustrando le copertine di una serie di libri per bambini e, nel 2006, per la Bonelli, realizza con Luigi Piccatto, due episodi della serie Demian, e poi entra nello staff di disegnatori della serie Adam Wild.

## Opere
- Adam Wild (Le notti di Mombasa, Sergio Bonelli Editore, luglio 2015)
- Cattivik (McK Publishing)
- Lupo Alberto (ACME)